# پرچم جمهوری ایرلند

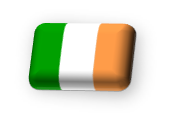
پرچم جمهوری ایرلند برای اولین بار در ۱۹۱۹ به رسمیت شناخته شد

پرچم جمهوری ایرلند برای اولین بار در ۱۹۱۹ به رسمیت شناخته شد. این پرچم که دارای تناسب ۱:۲ است، به‌عنوان پرچم ملی و نشان ملی شناخته می‌شود.

از نظر ژئوپلیتیکی، ایرلند بین جمهوری ایرلند (با نام رسمی ایرلند) که پنج ششم جزیره را پوشش می دهد و ایرلند شمالی که بخشی از بریتانیا است تقسیم می شود. تا سال 2022، جمعیت کل جزیره کمی بیش از 7 میلیون نفر است که 5.1 میلیون نفر در جمهوری ایرلند و 1.9 میلیون نفر در ایرلند شمالی زندگی می کنند و این جزیره را دومین جزیره پرجمعیت اروپا پس از بریتانیای کبیر می کند.
جغرافیای ایرلند شامل کوه های نسبتاً کم ارتفاعی است که یک دشت مرکزی را احاطه کرده اند و چندین رودخانه قابل کشتیرانی در داخل آن امتداد دارند. پوشش گیاهی سرسبز آن محصول آب و هوای معتدل اما متغییر آن است که بدون افراط در دما است. بیشتر ایرلند تا پایان قرون وسطی جنگلی بود. امروزه، جنگل‌ها حدود 10 درصد از جزیره را تشکیل می‌دهند، در مقایسه با میانگین اروپایی بیش از 33 درصد، که بیشتر آن‌ها مزارع غیر بومی مخروطیان هستند. آب و هوای ایرلند تحت تأثیر اقیانوس اطلس است و بنابراین بسیار معتدل است، و زمستان‌ها برای چنین منطقه شمالی ملایم‌تر از حد انتظار است، اگرچه تابستان‌ها نسبت به اروپای قاره‌ای خنک‌تر است. بارش باران و پوشش ابر فراوان است.
ایرلند گالیک در قرن اول پس از میلاد ظهور کرده بود. این جزیره از قرن پنجم میلادی به بعد مسیحی شد. پس از تهاجم انگلو نورمن قرن دوازدهم، انگلستان ادعای حاکمیت کرد. با این حال، حکومت انگلیس تا زمان تسخیر تودور در قرن 16 تا 17 بر کل جزیره گسترش پیدا نکرد، که منجر به استعمار مهاجران بریتانیا شد. در دهه 1690، یک سیستم حکومت انگلیسی پروتستانی طراحی شد تا از نظر مادی به اکثریت کاتولیک و مخالفان پروتستان آسیب برساند و در طول قرن 18 گسترش یافت. با قوانین اتحادیه در سال 1801، ایرلند بخشی از بریتانیا شد. جنگ استقلال در اوایل قرن بیستم با تقسیم جزیره دنبال شد و بدین ترتیب دولت آزاد ایرلند که در دهه‌های بعد به طور فزاینده‌ای حاکم شد و ایرلند شمالی که بخشی از بریتانیا باقی ماند، ایجاد شد. ایرلند شمالی از اواخر دهه 1960 تا 1990 شاهد ناآرامی های مدنی زیادی بود. در سال 1973، جمهوری ایرلند به جامعه اقتصادی اروپا پیوست، در حالی که بریتانیا و ایرلند شمالی به عنوان بخشی از آن، همین کار را کردند. در سال 2020، بریتانیا، از جمله ایرلند شمالی، از اتحادیه اروپا (EU) خارج شد.
فرهنگ ایرلندی تأثیر بسزایی بر سایر فرهنگ ها به ویژه در زمینه ادبیات داشته است. در کنار جریان اصلی فرهنگ غربی، یک فرهنگ بومی قوی وجود دارد که از طریق بازی های گیلیک، موسیقی ایرلندی، زبان ایرلندی و رقص ایرلندی بیان می شود. فرهنگ جزیره دارای ویژگی های بسیاری با بریتانیای کبیر است، از جمله زبان انگلیسی و ورزش هایی مانند فوتبال انجمنی، راگبی، اسب دوانی، گلف و بوکس.